# Tipula aleutica
Tipula aleutica är en tvåvingeart som beskrevs av Alexander 1923. Tipula aleutica ingår i släktet Tipula och familjen storharkrankar. Inga underarter finns listade i Catalogue of Life.